# Собор Святого Каниса
Собор Святого Каниса или Кафедральный собор Килкенни (англ. St Canice's Cathedral) — храм Церкви Ирландии в городе Килкенни, Ирландия. 
Собор был основан в 1285 году на месте древнего монастыря, основанного Святым Канисом ещё в VI веке. Является вторым по величине подобным сооружением в стране и главная высотная доминанта города. Также храм знаменит своими каменными и деревянными скульптурами, а также яркой мозаикой.

## Галерея

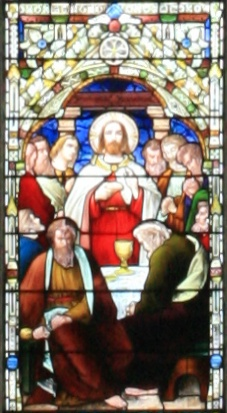
Витраж в восточной части собора
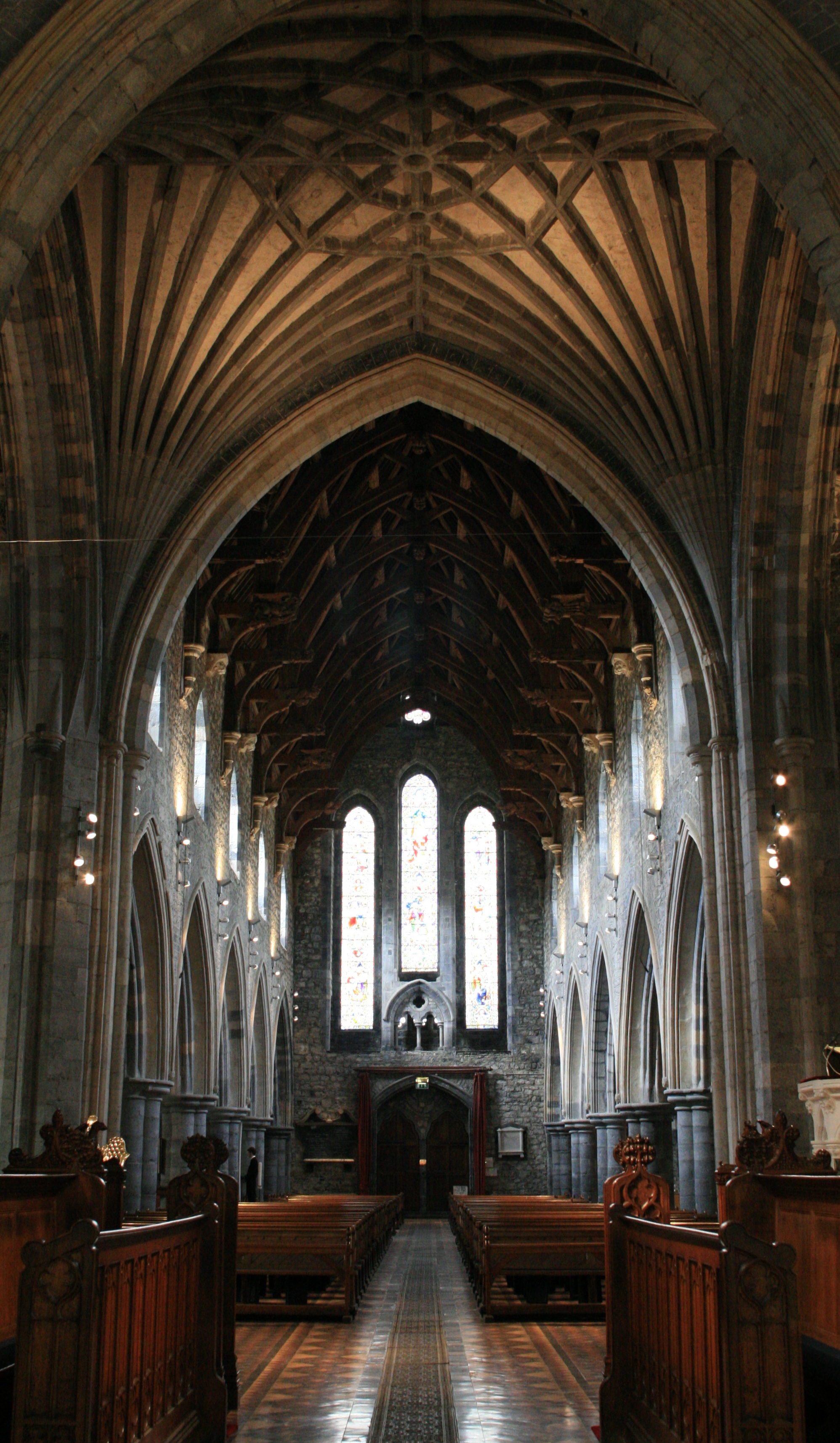
Неф
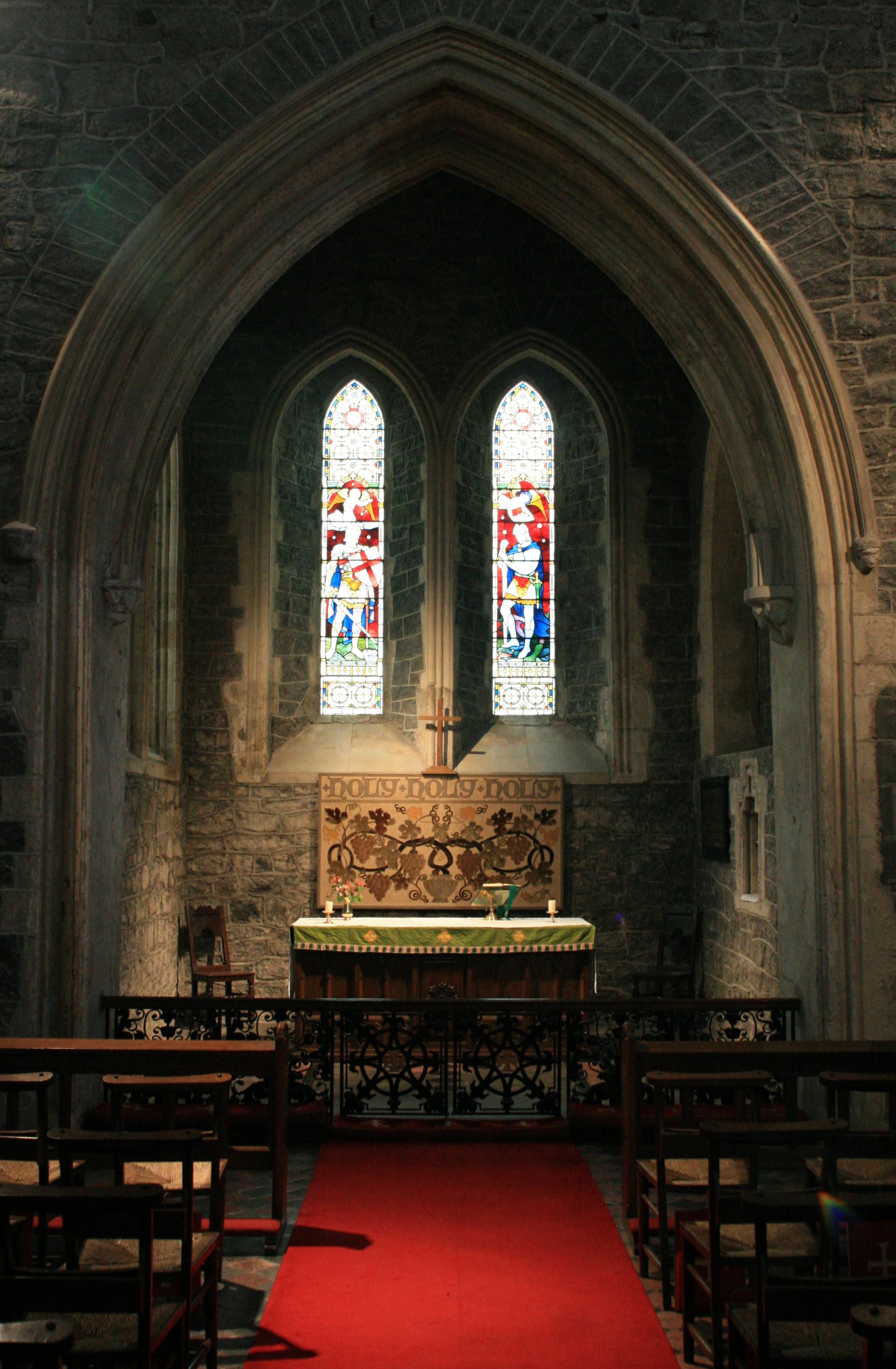
Приход
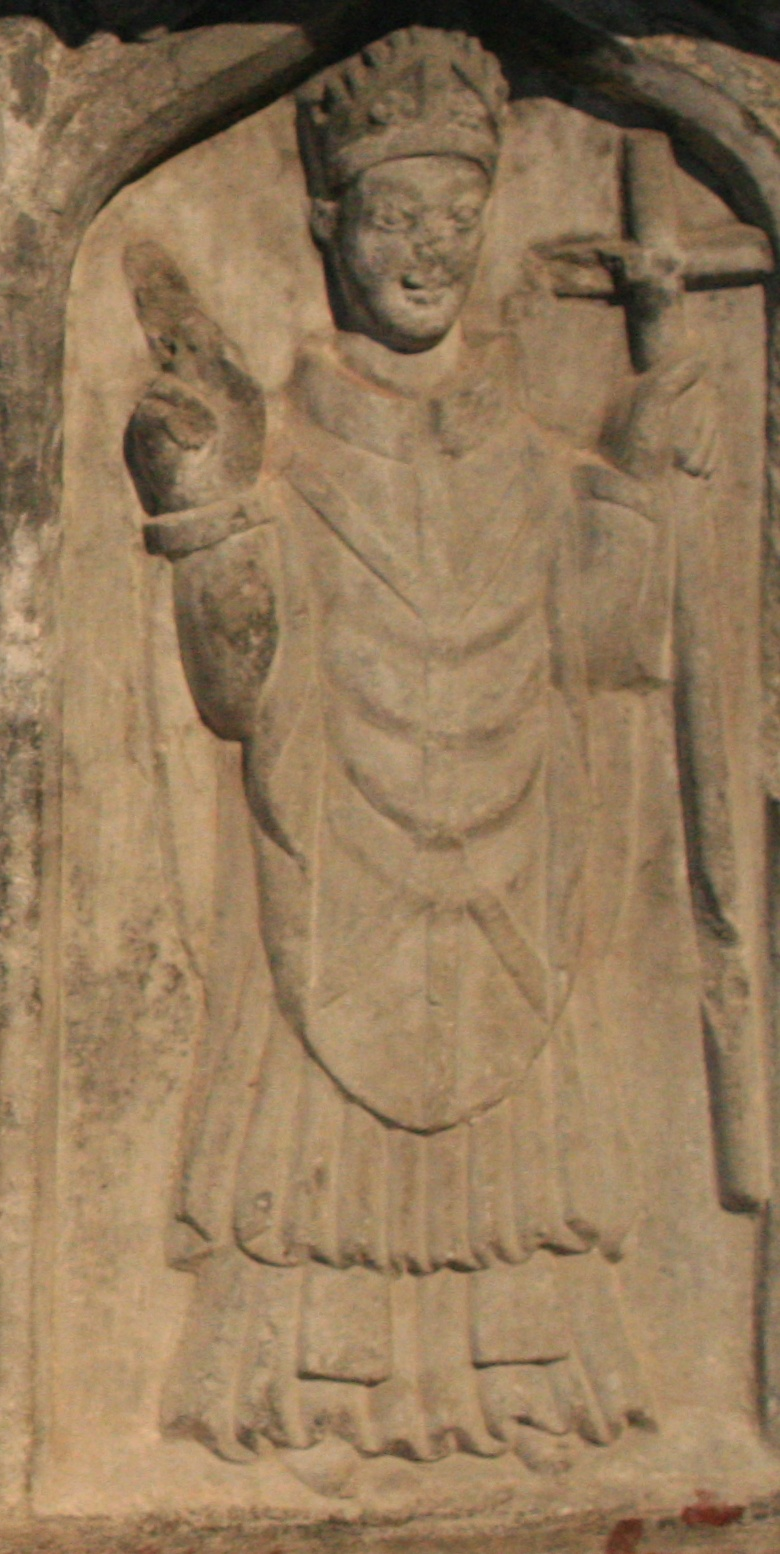
Изображение Святого Каниса
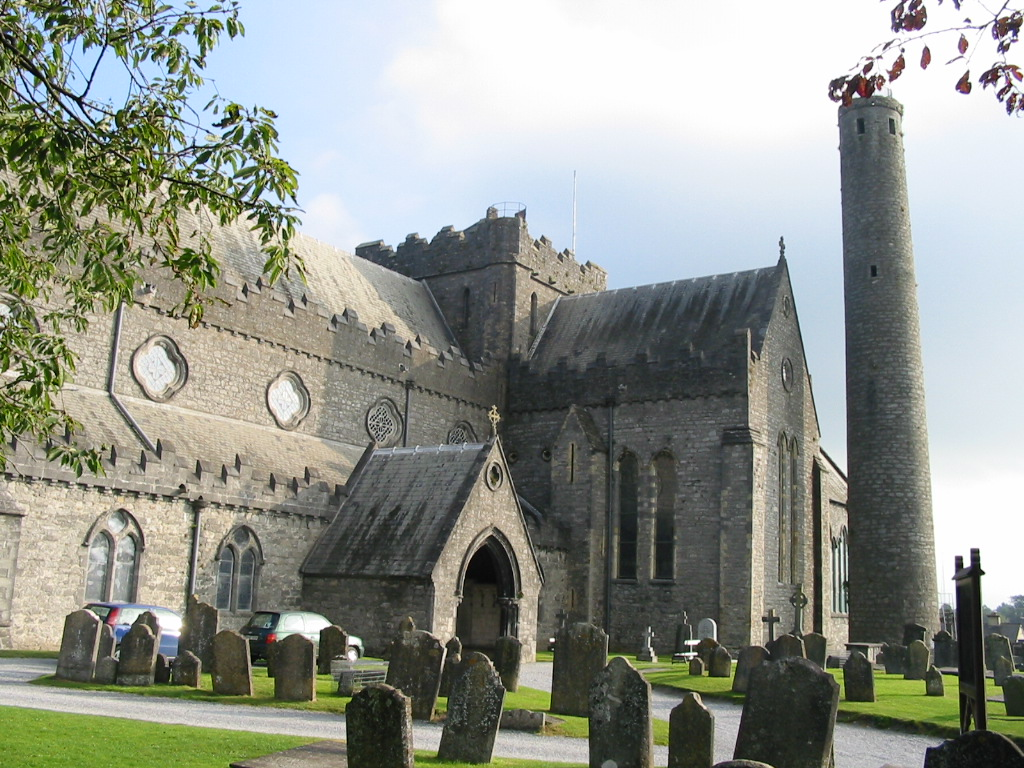
Внешний вид собора
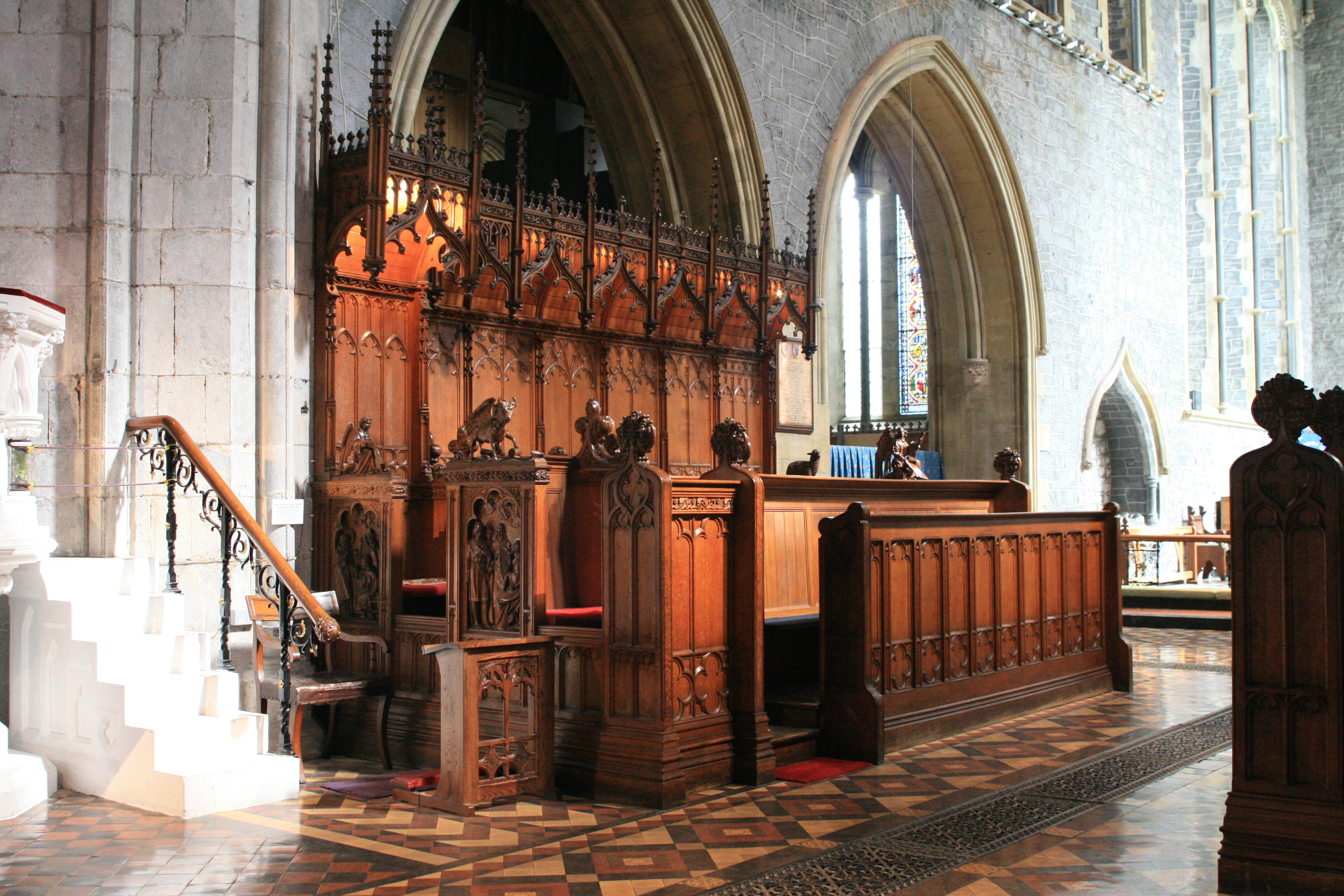
Лавки для прихожан
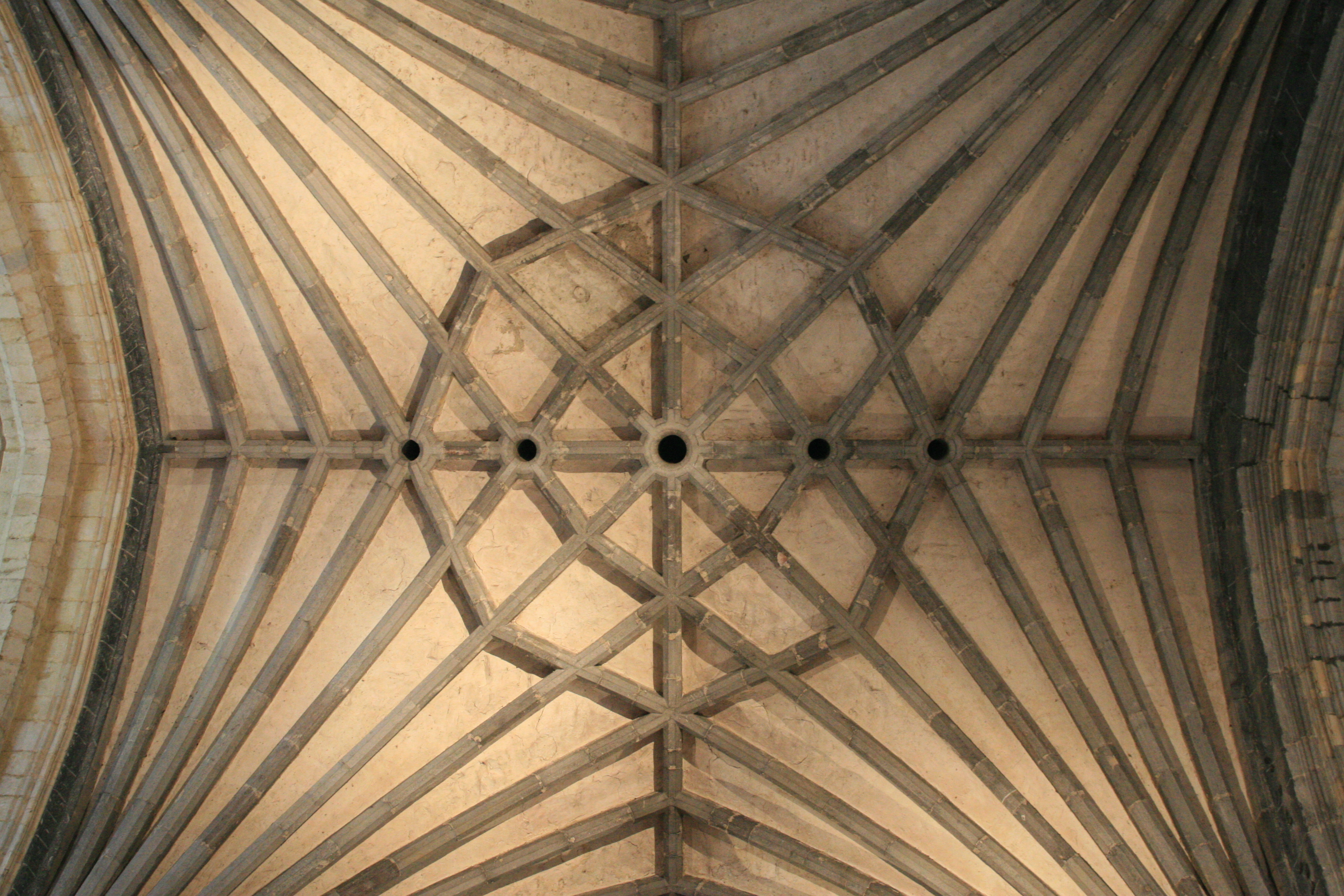
Потолок
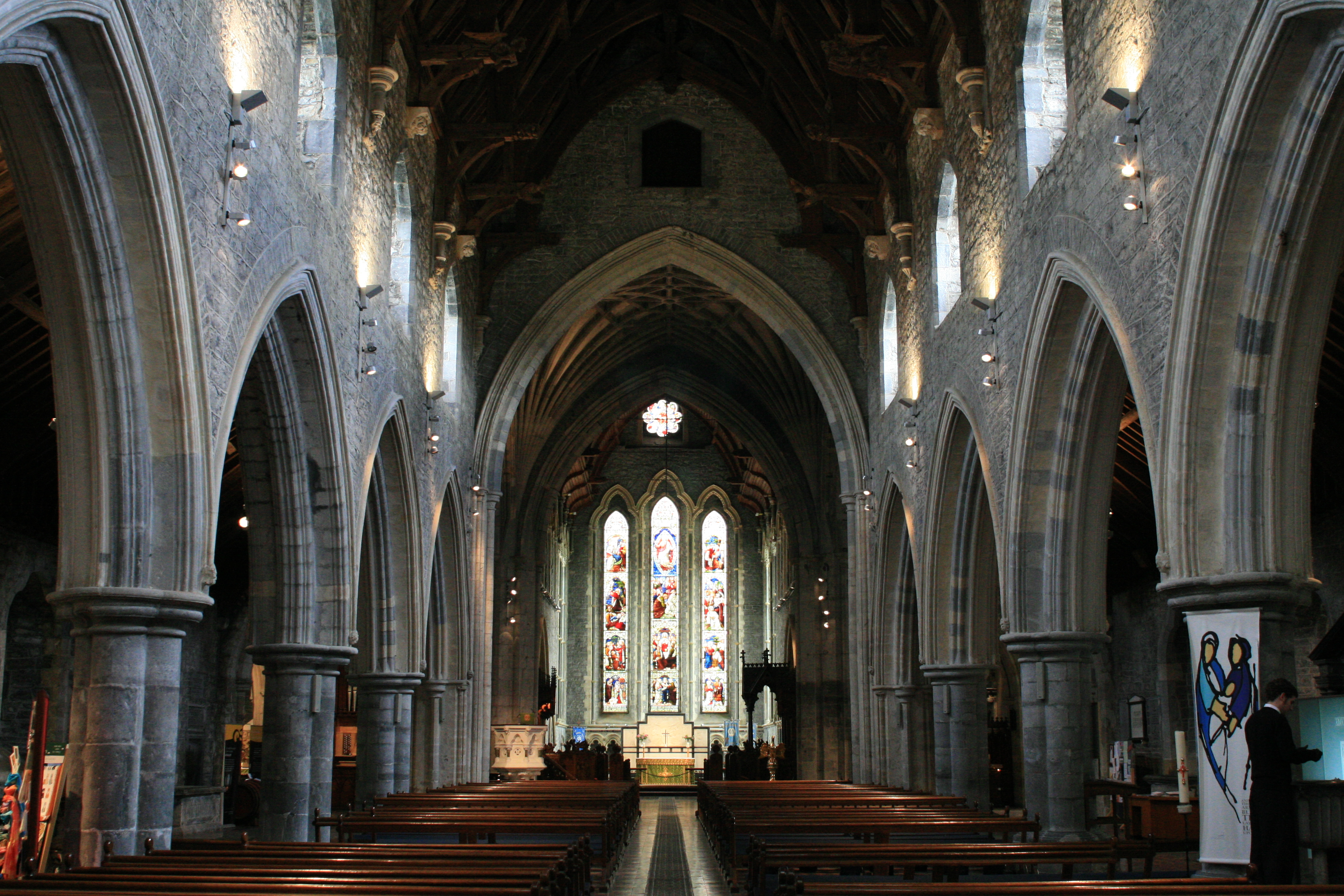
Неф